# Windows Open
Windows Open je čtyřpísňové extended play (EP) americké hudební skupiny Dirty Projectors. Vydáno bylo 27. března roku 2020 společností Domino Records. Jde o první z pěti EP, která vyjdou v roce 2020, přičemž na každém zpívá jiný člen kapely. Na prvním zpívá Maia Friedman. Album produkoval a mixoval lídr kapely David Longstreth. Ten je zároveň spolu s Maiou Friedmanovou spoluautorem všech písní (na některých se podíleli i další členové skupiny, baskytarista Nat Baldwin, bubeník Michael Johnson a také externí spolupracovník Oliver Hill). Hill je autorem smyčcového aranžmá v písni „Search for Life“. První zveřejněnou písní z alba byla koncem února „Overlord“, ke které byl také natočen videoklip. Písně byly nahrány v Longstrethově vlastním studiu Ivo Shandor v Los Angeles. Na obalu alba je použit obraz od Longstrethova bratra Jakea.

## Seznam skladeb
| Pořadí | Název             | Autor                                          | Délka |
| ------ | ----------------- | ---------------------------------------------- | ----- |
| 1.     | On the Breeze     | David Longstreth, Maia Friedman, Nat Baldwin   | 2:08  |
| 2.     | Overlord          | Longstreth, Friedman, Baldwin, Michael Johnson | 2:43  |
| 3.     | Search for Life   | Longstreth, Friedman, Oliver Hill              | 2:49  |
| 4.     | Guarding the Baby | Longstreth, Friedman                           | 2:40  |

## Obsazení
Na albu hrají:
- David Longstreth
- Maia Friedman
- Felicia Douglass
- Kristin Slipp
- Michael Johnson[6]